# Voljavec Riječki
Voljavec Riječki falu Horvátországban Kapronca-Kőrös megyében. Közigazgatásilag  Sveti Petar Orehovechez tartozik.

## Fekvése
Kőröstől 12 km-re északnyugatra, községközpontjától 2 km-re nyugatra fekszik.

## Története
A falunak 1857-ben 23,  1910-ben 40 lakosa volt. Trianonig Belovár-Kőrös vármegye Körösi járásához tartozott. 2001-ben 30 lakosa volt.